# 金格峰
85°21′S 88°12′W / 85.350°S 88.200°W
金格峰（英語：King Peak），是南極洲的山峰，位於埃爾斯沃思地，處於伯梅爾陡崖東端，屬於蒂爾山脈的一部分，海拔高度2,200米，現時由南極條約體系管理。